# موی، شهرستان تایرون
موی (به انگلیسی: Moy) یک روستا در بریتانیا است. موی ۲٬۱۲۹ نفر جمعیت دارد.